# Kanepi
Kanepi (dt. Kannapäh) ist eine Landgemeinde im estnischen Kreis Põlva mit einer Fläche von 231,5 km². Sie hat 4.494 Einwohner (Stand: 1. Januar 2025).

## Geographie
Neben dem Hauptort Kanepi gehörten bis 2017 zur Gemeinde die Dörfer Erastvere, Heisri, Hino, Hurmi, Jõgehara, Jõksi, Kaagna, Kaagvere, Karste, Koigera, Kooraste, Lauri, Magari, Näräpää, Peetrimõisa, Piigandi, Põlgaste, Rebaste, Soodoma, Sõreste und Varbuse. Durch den Zusammenschluss mit den Gemeinden Kolleste und Valgjärve kamen die Dörfer Abissaare, Aiaste, Häätaru, Hauka, Ihamaru, Karaski, Karilatsi, Kooli, Krootuse, Krüüdneri, Maaritsa, Mügra, Palutaja, Piigaste, Pikajärve, Pikareinu, Prangli, Puugi, Saverna, Sirvaste, Sulaoja, Tiido, Tõdu, Tuulemäe, Valgjärve, Veski, Vissi und Voorepalu hinzu.
Auf dem Gebiet liegen drei Seen: Der Aalupi järv, der Pikkjärv  und der Vaaba järv.

## Geschichte
Kanepi wurde erstmals 1582 urkundlich erwähnt. Hier fand am 29. Dezember 1701 die Schlacht von Erastfer zwischen den Armeen des schwedischen Königs Karl XII. und der Armee des Zaren von Russland Peter dem Großen statt.
1804 wurde durch den deutschbaltischen Theologen und Pädagogen Johann Philipp Roth die erste Kirchspiel-Schule im heutigen Estland in Kanepi gegründet.

### Namensherkunft und Wappen
Kanepi soll von Kanep abgeleitet sein, das estnische Wort für Hanf. Die heutige Gemeinde Kanepi wurde im Juli 2017 durch die Fusion von drei zuvor getrennten Gebieten gegründet. Infolgedessen wurde den Einwohnern die Möglichkeit gegeben, über ein neues Symbol für den Gemeindezusammenschluss abzustimmen. 12.000 von 15.000 Personen sollen für einen Entwurf gestimmt haben, das auf einem weißen stilisierten Hanfblatt auf ansonsten einheitlich grünem Schild basiert. Ein entsprechendes Wappen wird auch auf der Internetauftritt der Gemeinde genutzt.

## Sehenswürdigkeiten

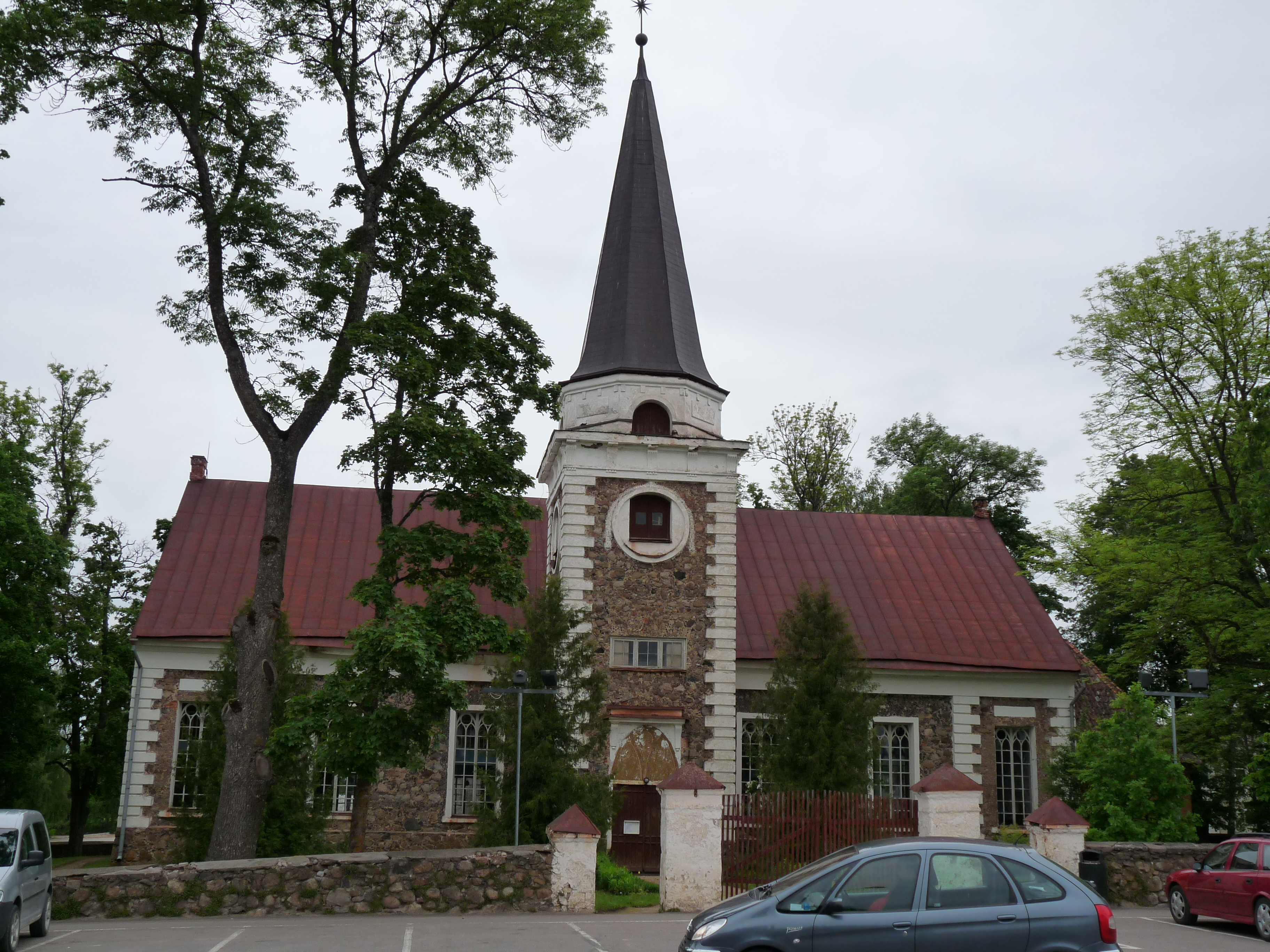
Die Johannes-Kirche von Kanepi

Die steinerne Johannes-Kirche von Kanepi wurde von 1804 bis 1810 anstelle des Vorgängerbaus aus Holz errichtet und 1877 umgebaut.
In der Gemeinde befindet zudem der 347 Meter hohe Valgjärve-Sendeturm, das zweithöchste Bauwerk in Estland.

## Persönlichkeiten
- Guido Samson von Himmelstjerna (1809–1868), Militärarzt und Hochschullehrer an der Kaiserlichen Universität Dorpat
- Juhan Weitzenberg (1838–1877), Dichter
- Hugo Treffner (1845–1912), estnischer Publizist und Pädagoge, Gründer des Hugo-Treffner-Gymnasiums in Tartu
- Arthur von Ungern-Sternberg (1885–1949), evangelisch-lutherischer Geistlicher
- Hilde Taba (1902–1967), estnisch-amerikanische Pädagogin